# Keishi Nagi
Pour les articles homonymes, voir Nagi.
Keishi Nagi (南木佳士), né Tetsuo Shimoda le 13 octobre 1951 à Tsumagoi (préfecture de Gunma), est un romancier et médecin japonais.
Ses œuvres représentatives incluent Diamond Dust (1988), lauréate du prix Akutagawa, et Amidado Dayori (1995). Basées sur sa propre expérience de la dépression, nombre de ses œuvres ont pour thème la vie et la mort.

## Biographie
Keishi Nagi naît dans le village de Tsumagoi du district d'Agatsuma (préfecture de Gunma). Après avoir fréquenté l'école primaire de son village natal Higashi, le lycée Hoya City Hoya et le lycée national métropolitain de Tokyo, il est diplômé de la Faculté de médecine de l'université d'Akita, puis travaille à l'hôpital Saku General.
En 1981, il fait ses débuts en tant que romancier en remportant le 53e Prix littéraire mondial du nouveau venu pour Hasui. L'année suivante, il est nommé pour le 87e prix Akutagawa pour Heavy Sunlight. Il est nommé pour le prix Akutagawa pour Le Volcan actif en 1983, La Cabane dans les arbres en 1985 et Lettre d'Éthiopie en 1986.
En 1989, il remporte le 100e prix Akutagawa pourDaiamondo dasuto (ダイヤモンドダスト, Diamond Dust)
Au début des années 1990, il démissionne de son poste de superviseur de service en raison de troubles paniques, puis il développe une dépression.
Keishi Nagi remporte le prix Kyōka-Izumi 2008 pour Kusa suberi (草すべり).

## Adaptations cinématographiques
- Amidado Dayori (1995) est adapté au cinéma par Takashi Koizumi dans le film Letters from the Mountains (阿弥陀堂だより, Amidadō Dayori?), sorti en 2002.